# 科瓦奇·伊什特万 (拳击运动员)
科瓦奇·伊什特万（匈牙利語：Kovács István，1970年8月17日—），匈牙利男子拳击运动员。他曾代表匈牙利参加1992年和1996年夏季奥林匹克运动会拳击比赛，共获得一枚金牌和一枚铜牌。